# عوكان
عوكان  قرية سوريّة تتبع إداريّاً لمحافظة حلب منطقة عفرين ناحية مركز بلبل، بلغ تعداد سكانها 264 نسمة حسب التعداد السكاني لعام 2004.